# Sinophorus hydriae
Sinophorus hydriae är en stekelart som beskrevs av Sanborne 1984. Sinophorus hydriae ingår i släktet Sinophorus och familjen brokparasitsteklar. Inga underarter finns listade i Catalogue of Life.